# Serviço de Água e Esgoto do Estado do Acre
O Serviço de Água e Esgoto do Estado do Acre (SANEACRE) é uma autarquia estadual responsável pelos serviços de saneamento básico nos municípios do interior do Acre.

## História
Em 1º de outubro de 1971, por meio da lei n 454/1974 foi criada a Companhia de Saneamento do Estado do Acre (SANACRE), tendo por finalidade realizar estudos, projetos, construção, operação e exploração dos serviços públicos de abastecimento de água potável e de esgotos sanitários.
No ano de 1997, a Sanacre se apresentava em situação falimentar e não atendia mais às necessidades dos serviços na cidade de Rio Branco, em especial, o abastecimento de água. Durante a crise, os governos estadual e municipal decretaram estado de calamidade pública no setor. 
Em Rio Branco, a companhia foi substituída pelo Serviço de Água e Esgoto de Rio Branco (SAERB), uma autarquia municipal.
Com a lei 1.248, de 4 de dezembro de 1997, foi criado o Departamento Estadual de Água e Saneamento (DEAS), uma autarquia estadual, responsável pela prestação dos serviços nos municípios acreanos. Os empregados da Sanacre foram disponibilizados para o DEAS.
Em 2011, foi criado o Departamento Estadual de Pavimentação e Saneamento (Depasa), em substituição ao antigo Departamento Estadual de Água e Saneamento (Deas).
Em 2012, foi estabelecida uma gestão compartilhada na prestação dos serviços entre o SAERB e a DEPASA no município de Rio Branco, com a assinatura de um convênio de delegação de serviços ao governo estadual.
Em janeiro de 2022, a prefeitura de Rio Branco voltou a ser a responsável pelo serviço de água e esgoto na capital, por meio do Saerb.
Com a Lei Complementar de nº 395 de 31 de março de 2022, o Departamento Estadual de Água e Saneamento do Acre (Depasa) passou a se chamar Serviço de Água e Esgoto do Estado (Saneacre).
A Sanacre é uma sociedade de economia mista, e ainda não foi desativada (não devendo ser confundida com a Saneacre, que é uma autarquia).

## Área de atuação
A Saneacre é a autarquia responsável pelo abastecimento de água e esgotamento sanitário nos 21 municípios do interior do estado do Acre.